# Elydnodes
Elydnodes is een geslacht van vlinders van de familie uilen (Noctuidae), uit de onderfamilie Pantheinae.

## Soorten
- E. ornata Wileman & West, 1929
- E. variegata Leech, 1900